# Leesweb
Leesweb is een Belgische vereniging die het lezen van literatuur promoot. De organisatie begeleidt leesgroepen en organiseert workshops, vormingscursussen, poëzie-ateliers en leesbevorderingsprojecten. Leesweb biedt ook publicaties aan: lesmappen, werkmappen over auteurs, keuzelijsten met een selectie van boeken rond een bepaald thema.

## Geschiedenis

### Bibliotheekvereniging
De historische rechtsvoorganger van Leesweb was een vereniging die in 1922/1923 werd opgericht door de Vlaamse priester Joris Baers (1888-1975) als 'Algemeen Secretariaat voor Katholieke Boekerijen' (ASKB). In 1921 was de wet Destrée met betrekking tot de openbare bibliotheken goedgekeurd en in april 1922 vroeg kardinaal Mercier Baers het katholieke bibliotheekwezen in Vlaanderen te organiseren. Baers, die onderpastoor was in de Sint-Michielsparochie te Antwerpen, bouwde de bescheiden parochiebibliotheek uit tot een centrale modelbibliotheek en trok naar talloze parochies om er nieuwe bibliotheken te stichten of de kwaliteit van bestaande bibliotheken te verbeteren. Om het lezerspubliek voor te lichten over de literaire, wetenschappelijke en morele waarde van boeken startte hij in 1923 met het bibliografisch tijdschrift Boekengids en werd hij in 1934 redacteur van het Lectuurrepertorium. Met het ASKB nam hij diverse opleidingsinitiatieven om de opvoedkundige taak van de bibliothecaris te ondersteunen. Hij ontwierp ook het pedagogisch plaatsingsstelsel voor de katholieke openbare bibliotheken. 
Baers werd opgevolgd als directeur en hoofdredacteur door Victor Geerts (1955-1958) en vervolgens door Xavier De Win (1958-1970). Bij diens vertrek werd de naam van de vereniging gewijzigd in 'Katholiek Centrum voor Lectuurinformatie en Bibliotheekvoorziening' (KCLB). 

### Leesbevorderingsorganisatie
De invoering van het bibliotheekdecreet in 1978 door CVP-minister Rika De Backer luidde het einde in van het katholiek bibliotheekwezen in Vlaanderen. In 1982 veranderde de vereniging de naam in 'Katholiek Centrum voor Lectuurinformatie en Bibliotheekwerk' en in 2003 in 'Leesweb'. Leesweb ruilde haar oorspronkelijke opdracht van bibliotheekvereniging in voor die van leesbevorderingsorganisatie. 